# Ligne de Rosendael à Flessingue
La ligne de Rosedael à Flessingue est une ligne de chemin de fer des Pays-Bas qui relie Rosendael dans le Brabant-Septentrional à Flessingue en Zélande. Elle est également répertoriée en tant que Staatslijn F.

## Histoire
La ligne fut ouverte par étapes entre 1863 et 1873 par la compagnie privée Staatssporwgen (SS).
Aux premiers jours du train Benelux, à l'époque de l'utilisation d'automotrices Hondekop (nl) (à partir du 29 septembre 1957), une automotrice bleue Mat '57 (nl) (bitension) et une automotrice verte Mat '54 (monotension) circulaient fusionnées entre Amsterdam et Rosendael pour être ensuite scindées, la verte allant à Flessingue et la bleue à Bruxelles (ou inversément en sens inverse). À la suite de l'augmentation de la fréquentation, à partir de 1962 ces automotrices furent groupées deux par deux en trains indivisibles.

## Caractéristiques

### Gares
Les gares indiquées en italiques ne sont plus en service.
- Rosendael
- Wouw (nl)
- Berg-op-Zoom
- Berg-op-Zoom-Sud
- Woensdrecht (nl)
- Rilland-Bath
- Krabbendijke
- Oostdijk (nl)
- Kruiningen-Yerseke
- Vlake (nl)
- Kapelle-Biezelinge
- Goes
- 's-Heer Arendskerke (nl)
- Noord Kraaijert (nl)
- Arnemuiden
- Middelbourg
- Flessingue-Souburg
- Flessingue Ville (nl)
- Flessingue

## Exploitation
Cette ligne est exploitée à la cadence d'au moins deux trains par heure dans chaque sens par des trains IC Amsterdam – Flessingue s'arrêtant à toutes les gares entre Rosendael et Flessingue, et en outre par des trains d'heure de pointe Flessingue – Middelbourg – Goes – Berg-op-Zoom – Rosendael (un par heure du lundi au vendredi de 7h à 9h et de 16h à 18h environ) circulant le matin de Flessingue à Rosendael et l'après-midi de Rosendael à Flessingue.